# Radinocera placodes
Radinocera placodes är en fjärilsart som beskrevs av Oswald Beltram Lower 1903. Radinocera placodes ingår i släktet Radinocera och familjen nattflyn. Inga underarter finns listade.